# The Cuts
The Cuts – polski zespół rocka elektronicznego pochodzący z Piły, powstały w 2006 roku. W 2023 roku jego członkami byli: wokalista i gitarzysta Przemek Zdunek oraz keyboardzista Tomasz „Tom Horn” Rożek, który jest także producentem współpracującym m.in. z grupami Strachy na Lachy, Vavamuffin i Dezire.    
Znani są z takich utworów, jak „Pokój na jedną noc” czy „Kochać cię chcę”, a do połowy 2025 roku wydali łącznie trzy albumy studyjne nakładem S.P. Records: Syreny nad miastem (2009), Czarny świat (2010) i Zimne słońce (2012). W lipcu 2008 roku wystąpili na festiwalu TOPtrendy 2008, a w 2009 roku na 46. Krajowym Festiwalu Piosenki Polskiej w Opolu.   
Grupa wykonuję muzykę elektroniczną z elementami gitarowego indie rocka, a porównywani są do Depeche Mode, Joy Division i nurtu indierockowego z początków XXI wieku. Członkowie zespołu inspirowali się takimi zespołami muzyki gitarowej, jak m.in.: Pink Floyd, Tool, Korn, The Cure, Kasabian, Placebo, Interpol, Editors czy Muse, a także muzykami i zespołami muzyki elektronicznej, w tym: Depeche Mode, Röyksopp, The Knife, Moby, The Art of Noise czy Gus Gus.   

## Historia

### Powstanie zespołu i debiutancki album (do 2010)
Zespół założony został w 2006 roku w Pile, a przed jego założeniem jego ówcześni członkowie grali osobno różnych zespołach i projektach muzycznych. Pierwsze pierwsze dwa lata działalności muzycy poświęcili na tworzeniu piosenek, koncertowaniu i pracy w studiu.
Początkowo zespół nazywał się Cuts, a po skojarzeniu ich nazwy z kacem dodali do nazwy przedimek „The”.
W styczniu 2008 roku podpisali kontrakt płytowy z wytwórnią S.P. Records, która 3 marca 2009 roku wydała ich debiutancki album studyjny Syreny nad miastem z tekstami w języku polskim i angielskim. W lipcu 2008 roku wystąpili w Operze Leśnej w Sopocie w trakcie festiwalu TOPtrendy 2008, wykonując piosenkę „Kochać cię chcę”, która pojawiła się na kompilacji TOP Trendy 2008 wydanej w tym samym roku.
W 2009 roku wystąpili po raz pierwszy w programie TVN-u Kuba Wojewódzki – odcinek z ich udziałem premierę miał 24 marca.
22 maja 2009 roku The Cuts wystąpił w półfinałowych eliminacjach do Przystanku Woodstock 2009 w warszawskim klubie „Stodoła”. W tym samym roku wystąpili na 46. Krajowym Festiwalu Piosenki Polskiej w Opolu, gdzie na koncercie premier wykonali utwór „Pokój na jedną noc”. Wiosną 2010 roku zespół odbył dużą trasę koncertową, obejmującą 18 występów w całej Polsce.

### Czarny świat(2010–2012)
1 października 2010 roku został wydany ich drugi album studyjny pn. Czarny świat. Promował go najpierw singel „Anastazja”, który pojawił się także kompilacji opublikowanej w tym samym roku przez Polskie Radio Czwórka pn. Polisz Pendrajw, która była pierwszą w Polsce muzyczną składanką wydaną na pendrive'ie. Jeszcze w październiku 2010 roku The Cuts wyruszył w trasę koncertową promującą drugą płytę studyjną, występując w ponad dwudziestu miejscach, w tym w łódzkim „Lizard King”, poznańskim klubie „Pod Minogą”, wrocławskim klubie „Łykend”, krakowskim „Zaścianku” czy w Old Timers Garage w Katowicach.
30 listopada 2010 roku premierę miał ich drugi występ telewizyjny w programie Kuba Wojewódzki na kanale TVN, a 5 lutego 2011 roku wystąpili w audycji radiowej Pauliny Przybysz i Tomasza Koncy pn. Ministerstwo Dźwięku, dają koncert w studiu radiowej Czwórki. W marcu 2011 roku zespół otrzymał Syriusza 2011 – nagrodę prezydenta miasta Piły, w kategorii „Sukces Kulturalny Roku”.
Od lata 2011 roku zespół The Cuts pracował nad materiałem do swojego trzeciego albumu, a pierwszą zapowiedzią był utwór „Ty i ja” wykonany 2 października podczas cyklu cotygodniowych koncertów „Na żywo w studiu SP Records”. W tym samym roku wystąpili na bolkowskim festiwalu Castle Party 2011, a utwór „Martwy kwiat” trafił do albumu kompilacyjnego Castle Party 2011 wydanego nakładem Big Blue Records.
Na początku 2012 roku The Cuts ruszył w kolejną trasę koncertową po Polsce, na którym znalazł się także materiał do ich trzeciej płyty studyjnej. Ich trasie towarzyszył im zespół electro-industrialpopowy Das Moon. Wystąpili m.in. w: poznańskim klubie „Pod Minogą”, toruńskim klubie „Od Nowa”, wrocławskim klubie „Łykend”, krakowskich „Kazamatach”, sopockim „Sfinksie” czy szczecińskim Alter Ego, a także w Centrum Edukacji i Inicjatyw Kulturalnych w Olsztynie i warszawskim klubie „Sen Pszczoły”. W tym samym roku The Cuts wystąpił na festiwalu Castle Party 2012 w Bolkowie.

### Zimne słońcei dalsza działalność (od 2012)
17 października 2012 roku premierę miał ich trzeci album studyjny Zimne słońce (pierwotnie miał się okazać 17 września). Został on utrzymany w takie samej konwencji, jak ich dwa poprzednie wydawnictwa, a Łukasz Haciuk na łamach magazynu Gitarzysta ocenił, iż jest to „najbardziej rockowy materiał w dorobku zespołu”. Z okazji premiery płyty The Cuts opublikował także teledysk do utworu „7 minut”, a wcześniej, bo pod koniec sierpnia tego samego roku ukazał się klip muzyczny do utworu „Pamiętam”. Druga z tych piosenek osiągnęła 2. miejsce listy przebojów NRD – Najlepsza Rockowa Dwudziestka, która była prowadzona przez radio Eska Rock. 
Po premierze albumu zespół wyruszył w trasę koncertową pn. Piła elektryczna, występując do końca roku w piętnastu miejscach w Polsce. W 2013 roku zespół na koncertach występował jako trio: Przemek Zdunek (wokal, gitara basowa) Tom Horn (syntezatory) i Łukasz Sokołowski (gitara), a w 2013 roku dołączył do nich perkusista Piotr Langner. Od października do grudnia 2013 roku The Cuts odbył szereg koncertów, występując na części z nich z grupą Strachy Na Lachy, m.in. w katowickim Mega Clubie, warszawskim „Palladium”, łódzkiej „Dekompresji”, szczecińskim „Słowianinie” czy krakowskim klubie „Studio”.
27 sierpnia 2014 roku zawiesili swoją działalność, a po roku przerwy, w połowie września 2015 roku zespół opublikował nowy utwór „Sam”, do którego powstał także teledysk. W 2016 roku The Cuts odbył trasę koncertową pn. Superniktour, a także wystąpili na festiwalach Castle Party 2016 w Bolkowie i Uwolnić Muzykę w Środzie Śląskiej.
W 2023 roku zespół The Cuts wrócił do pełnej działalności twórczej i koncertowej, prezentując 18 sierpnia singel „Czereśniowy sad” wraz z teledyskiem do niego. 5 stycznia 2024 roku wystąpili w warszawskiej „Hydrozagadce”. 8 listopada 2024 roku premierę miał singel „Biała sukienka na czarnym skuterze”, a także opublikowano do niego teledysk.

## Skład

### Aktualni członkowie
- Przemek Zdunek – wokal, gitara, gitara basowa (od 2006)[3][20][39]
- Tomasz „Tom Horn” Rożek – syntezator, programowanie, chórki (od 2006)[3][20][39]

### Byli członkowie
- Tomasz „Pan TT” Tomaszewski – gitara (2006–2012)[3][20][39]
- Mirosław Chojnacki – perkusja (2006–?)[3][30]
- Łukasz Sokołowski – gitara (przed 2010 bądź 2012–?)[3][32]
- Piotr Langner – perkusja (2013–?)[32][30]

## Dyskografia

### Albumy studyjne
| Rok  | Tytuł              | Szczegóły                                                                           | Źr.           |
| ---- | ------------------ | ----------------------------------------------------------------------------------- | ------------- |
| 2009 | Syreny nad miastem | - Data: 3 marca 2009 - Wydawca: S.P. Records - Format: CD, digital download         | [ 4 ]         |
| 2010 | Czarny świat       | - Data: 1 października 2010 - Wydawca: S.P. Records - Format: CD, digital download  | [ 40 ]        |
| 2012 | Zimne słońce       | - Data: 17 października 2012 - Wydawca: S.P. Records - Format: CD, digital download | [ 41 ] [ 28 ] |

### Single
| Rok                                                       | Tytuł                                | Pozycja na liście | Pozycja na liście | Album              | Źr.                  |
| Rok                                                       | Tytuł                                | NRD               | SLiP              | Album              | Źr.                  |
| --------------------------------------------------------- | ------------------------------------ | ----------------- | ----------------- | ------------------ | -------------------- |
| 2008                                                      | „Stars And Scars”                    | —                 | —                 | Syreny nad miastem | [ 42 ]               |
| 2008                                                      | „Kochać Cię chcę”                    | —                 | —                 | Syreny nad miastem | [ 43 ]               |
| 2009                                                      | „Syreny nad miastem”                 | —                 | —                 | Syreny nad miastem | [ 44 ]               |
| 2010                                                      | „Anastazja”                          | —                 | —                 | Czarny świat       | [ 45 ]               |
| 2011                                                      | „Martwy kwiat”                       | —                 | —                 | Czarny świat       | [ 46 ]               |
| 2011                                                      | „Ty i ja”                            | —                 | 25                | Zimne słońce       | [ 47 ] [ 48 ] [ 49 ] |
| 2012                                                      | „Pamiętam”                           | 2                 | 25                | Zimne słońce       | [ 50 ] [ 49 ] [ 10 ] |
| 2023                                                      | „Czereśniowy sad”                    | —                 | —                 | brak               | [ 51 ]               |
| 2024                                                      | „Biała sukienka na czarnym skuterze” | —                 | —                 | brak               | [ 37 ]               |
| „—” oznacza, że singel nie była notowany na danej liście. |                                      |                   |                   |                    |                      |

### Teledyski
| Rok  | Tytuł                                | Reżyseria            | Źr.    |
| ---- | ------------------------------------ | -------------------- | ------ |
| 2008 | „Stars And Scars”                    | Dariusz Szermanowicz | [ 52 ] |
| 2008 | „Kochać Cię chcę”                    | Sławomir Pietrzak    | [ 53 ] |
| 2009 | „Pokój na jedną noc”                 | Sławomir Pietrzak    | [ 54 ] |
| 2010 | „Smutna dziewczyna”                  | nieznany             | [ 55 ] |
| 2010 | „Anastazja”                          | nieznany             | [ 56 ] |
| 2011 | „Martwy kwiat”                       | nieznany             | [ 57 ] |
| 2011 | „Ty i ja”                            | nieznany             | [ 58 ] |
| 2012 | „Pamiętam”                           | nieznany             | [ 59 ] |
| 2012 | „7 minut”                            | Przemek Zdunek       | [ 60 ] |
| 2018 | „Patriotyczny miś”                   | Przemek Zdunek       | [ 61 ] |
| 2023 | „Czereśniowy sad”                    | Przemek Zdunek       | [ 62 ] |
| 2024 | „Biała sukienka na czarnym skuterze” | Przemek Zdunek       | [ 38 ] |